# Renzo Caramaschi

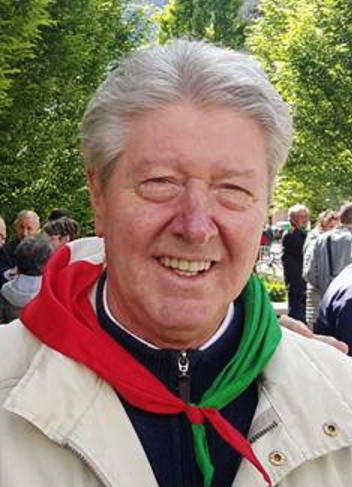
Renzo Caramaschi (2016)

Renzo Caramaschi (* 4. März 1946 in Bozen) ist ein italienischer Politiker, Beamter im Ruhestand, Fotograf und Autor. Er lebt in Bozen (Südtirol) und war in den Jahren 2016–2025 Bürgermeister der Stadt.

## Leben
Das Studium der Wirtschaftswissenschaften an der Universität Padua schloss er 1969 mit einer Arbeit zum Thema Innovazione ed organizzazione aziendale („Innovation und betriebliche Organisation“) ab.
Nach dem Militärdienst begann er 1971 seine Beamtenlaufbahn in der Gemeindeverwaltung von Bozen, wo er von 2001 bis zu seiner Pensionierung 2010 als Generaldirektor wirkte. In den Jahren von 2002 bis 2010 trat er wiederholt bei Veranstaltungen auf, die sich mit den Neuerungen in der öffentlichen Verwaltung befassten, z. B. beim Forum della Pubblica Amministrazione, sowie in Masterkursen der Universität Rom zum Thema Innovazione e management nelle amministrazioni pubbliche.
Seine Liebe zur Bergwelt und seine Passion für die Fotografie haben in mehreren Büchern ihren Niederschlag gefunden. Caramaschi hat auch mehrere Romane mit zumeist historischen Themen vorgelegt.
2016 kandidierte der parteilose Caramaschi für ein Mitte-links-Bündnis (Partito Democratico, Verdi Grüne Vërc, Sinistra Ecologia Libertà u. a.) bei der Bozner Bürgermeisterwahl. Er zog als erstplatzierter Kandidat in die Stichwahl am 22. Mai ein und wurde dort mit 55,72 % der Stimmen zum Bürgermeister gewählt.
Renzo Caramaschi kandidierte im September 2020 erneut als Bürgermeister mit einem Mittelinksbündnis und erreichte im ersten Wahlgang mit 33,9 % der Stimmen den ersten Platz unter den Kandidaten. Am 4. Oktober 2020 kam es zur Stichwahl gegen Roberto Zanin, den Kandidaten des Mitterechtsbündnisses, die Caramaschi mit 57,2 % der Stimmen gewann. 
2025 trat er nicht mehr an und schied aus der aktiven Politik aus.

## Publikationen
- Zu Almen und Schutzhütten in Südtirol. Raetia, Bozen 2009, ISBN 978-88-7283-327-8.
- In den Bergen des Ahrntals. Raetia, Bozen 2012, ISBN 978-88-7283-414-5.
- Il segno del ritorno. Mursia, Milano 2014, ISBN 978-88-425-5340-3.
- Di gelo e di sangue. Mursia, Milano 2015, ISBN 978-88-425-5577-3.
- Un soffio di libertà. Mursia, Milano 2016, ISBN 978-88-425-5698-5.
- Niente sponda di fiume. Mursia, Milano 2017, ISBN 978-88-425-5818-7.
- La memoria dei silenzi. Mursia, Milano 2018, ISBN 88-425-5885-0.
- l sigillo d´ambra. Mursia, Milano 2018, ISBN 978-88-425-5977-1.
- Vento di mare brezza di terra. Mursia, Milano 2019, ISBN 978-88-425-6156-9.
- Ondulati orizzonti. Mursia, Milano 2020, ISBN 88-425-6297-1
- L'illusione del regno. Mursia, Milano 2022, ISBN 978-88-425-6459-1
- Vento di mare brezza di terra. Mursia, Milano 2022, ISBN 978-88-425-6157-6
- Le cicogne volavano basse. Mursia, Milano 2023, ISBN 978-88-425-6610-6
- Die Illusion eines Reiches. Gander Books 2024, ISBN 979-12-81230-21-7
- I sogni non sono proibiti. Mursia, Milano, ISBN 978-88-42567-8-37